# Френкель, Нафталий Аронович
Нафта́лий Аро́нович Фре́нкель (1883, Константинополь, Российская империя — 1960, Москва, СССР) — видный деятель советских органов государственной безопасности (ЧК-ГПУ-НКВД СССР), генерал-лейтенант инженерно-технической службы (с 29 октября 1943 года).
Один из руководителей ГУЛАГа. 1-й руководитель Главного управления лагерей железнодорожного строительства (ГУЛЖДС) НКВД СССР.

## Биография
Родился в 1883 году в Константинополе в еврейской семье. Отец Френкеля был служащим. Впоследствии семья переехала в Одессу.
С 1898 года, в возрасте 15 лет, начал работать в Херсонской строительной компании Гурфинкеля. В 1900 году устроился на должность прораба в строительную экспортную фирму «Штейнер и Ко» в Николаеве. В период с 1902 года по 1904 год обучался в строительном техникуме города Кётен в Германской империи.
После окончания техникума вернулся в Россию, в Николаев, и продолжил работу на фирме. В 1912 году устроился на работу к крупному Николаевскому предпринимателю и землевладельцу Юрицину.
Работая наёмным работником, Нафталий Френкель набрался опыта, затем занялся торговлей деревом. На юге Российской империи за ним прочно закрепилось прозвище «лесного короля Чёрного моря». В годы Первой мировой войны Френкелю удалось заключить удачные сделки по продаже оружия, которые увеличили его состояние.
Об этом этапе его жизни рассказывается в художественном произведении Александра Солженицынa
«Архипелаг ГУЛАГ»:
У него были свои пароходы, и он даже издавал в Мариуполе свою газету «Копейку», с задачей — порочить и травить конкурентов. Во время первой мировой войны Френкель вёл какие-то спекуляции с оружием через Галлиполи. В 1916 году учуял грозу в России, ещё до Февральской революции перевёл свои капиталы в Турцию, и следом за ними в 1917-м году сам уехал в Константинополь. <...> в годы НЭПа приезжает в СССР и здесь по тайному поручению ГПУ создаёт, как бы от себя, чёрную биржу для скупки ценностей и золота за советские бумажные рубли (предшественник «золотой кампании» ГПУ и Торгсина). Дельцы и маклеры хорошо его помнят по прежнему времени, доверяют — и золото стекается в ГПУ. Скупка кончается и, в благодарность, ГПУ его сажает.
В 1918 году судьба свела успешного предпринимателя с легендарным одесским бандитом Мишкой Япончиком.
В мае 1919 года Мишка Япончик получил разрешение сформировать в составе 3-й Украинской советской армии отряд, позднее преобразованный в 54-й советский революционный полк имени Ленина. Френкель участвовал в нескольких боях Гражданской войны, затем, после расформирования полка, возвращается в Одессу, где в дальнейшем Френкель создаёт крупный подпольный трест, специализирующийся на контрабанде.

В воспоминаниях Владимира Васильевича Зубчанинова «Увиденное и пережитое» излагается биография Френкеля:
Один из старых воркутинских лагерников, сидевший еще с соловецких времен, так рассказывал его биографию. В дореволюционное время Френкель был лесоторговцем. Он поставлял древесину в страны Ближнего Востока. Это был преуспевающий молодой делец, упорно стремившийся накопить миллионное состояние. Но случилась революция. Френкель успел перевести свои деньги в Грецию и эмигрировал туда сам. С провозглашением НЭПа у него появились надежды на восстановление своих дел в России, и он одним из первых в капиталистическом мире повел с нею торговлю. По-видимому, при этом от него удавалось получать какие-то информационные услуги, потому что некоторые отделы ГПУ стали приглашать его к себе, беседовать и советоваться с ним.

Так ли все это было, я не знаю. Очень может быть, что никакой торговли с Советской Россией Френкель никогда не вел, а был просто одесским спекулянтом и занимался контрабандой. Но связи с ГПУ у него были и, когда в конце 20-х годов началась выкачка золота, именно ему поручили скупку золота на черной бирже.
В 1921 году Нафталий Френкель вернулся в Одессу, где организовал пароходную компанию. Под прикрытием фирмы поставлял контрабандный товар. Также создал артели, где шили модную одежду под маркой известных фирм. Товар реализовывался через своих людей в магазинах, ресторанах и гостиницах.
Через некоторое время вести о деятельности группировки Френкеля дошли до самого руководителя ОГПУ Феликса Дзержинского. По его приказу в Одессу выехал член коллегии ОГПУ Дерибас (потомок крепостных одного из основателей города — Хосе де Рибаса).
23 ноября 1923 года Френкель был арестован, а 14 января 1924 года коллегия ОГПУ приговорила его к смертной казни. Обвинялся Френкель в присвоении 8 тысяч долларов, которые ему передал на хранение один из чекистов в Константинополе. В дальнейшем смертный приговор был заменен десятью годами в лагере особого назначения на Соловках.

### Соловецкий заключённый
В 1924 году бывший одесский коммерсант попал на Соловки. В это время социально-бытовые условия в лагере были очень плохими, людей косил сыпной тиф, переносимый вшами. Френкель предложил за сутки построить баню, попросив выделить для этого матросов. Баня была построена, а затем аналогичным способом были построены бани на других лагерных пунктах.
Когда Френкеля перевели в Кемь, он обнаружил там большие запасы выделанных кож. Он отыскивает среди заключённых скорняков и сапожников и налаживает производство обуви, которую отправляют на продажу в Москву. Это даёт доходы лагерю и возможности развивать другие производства.
Постепенно сформировалась структура администрации Управления СЛОН, где за развитие производственной деятельности отвечали производственно-техническая часть (ведала предприятиями, заводами и мастерскими, техническими, строительно-ремонтными и лесными разработками, рабочей силой и её целесообразным использованием, организацией обрабатывающей и добывающей промышленности) и хозяйственная часть (контроль рыбных и зверобойных промыслов, работа подсобно-ремонтных мастерских, заготовка и снабжение материалами, сырьем и хозяйственным инвентарем всех производственно-технических предприятий, заводов и промыслов, реализация). В 1926 году все эти функции были объединены в эксплуатационно-производственном отделе экономической части (ЭПО ЭКЧ), которую возглавил заключённый Н. А. Френкель. Его нововведением была: замена стандартного пайка на четкий установленный метод распределения пищи в зависимости от выработки и категории трудоспособности заключённых, что позволило резко увеличить производительность труда.
Одной из главных задач Френкеля была «разработка методов и способов продуктивности работ при организации их на рациональных началах». Если в 1925 году начальник УСЛОН Фёдор Эйхманс в докладе об экономическом состоянии лагерей признавал, что «…рабочую силу на Соловках при наличии наших предприятий использовать негде», то уже в 1928 году он отметил, что ситуация поменялась на противоположную: численность заключённых выросла с 5872 чел. до 21 900 чел., из которых на контрагентских строительных и лесозаготовительных работах на материке было занято около 10 тысяч человек. Лагерь превратился в многоотраслевую промышленную зону, где совершенствовалось оборудование заводов и предприятий. Производственная деятельность сдвинулась в Карелию, усилилось значение Кемского пересыльно-распределительного пункта, располагавшего гораздо большим объёмом рабочей силы, чем Соловецкий остров.
В 1926 году заседанием коллегии ОГПУ срок Н. А. Френкелю сокращен до 5 лет, 23 июня 1927 года он был досрочно освобождён. Нафталий Аронович был далеко не единственным заключённым, который сделал карьеру в лагере в это время: из 659 его сотрудников на Соловках и на материке, 559 были осуждены за контрреволюционную деятельность. Это не нравилось партийной ячейке, которая сама хотела руководить производственно-хозяйственной жизнью лагеря, а не подчиняться Френкелю. Однако признавала, что Н. А. Френкель «…поставил Соловецкое хозяйство. Конечно, подход у него собственника-коммерсанта, и ни в коей мере не советского общественника. Но как работник — ценный…». «Выгнать Френкеля сейчас нельзя — нужно подготовить смену», — считали партийцы, создав для контроля и ревизии всех производств лагеря Организационное бюро, дублировавшее ЭПО ЭКЧ.
К 1929 году претензии соловецкой партийной ячейки к Френкелю с желанием постепенно сместить с руководящих должностей заключенных-контрреволюционеров, заменив их на «безработных товарищей» из членов партии, привели к проведению 5 апреля 1929 года специального совещания членов ВКП(б) СЛОН ОГПУ с участием заведующего спецотделом ОГПУ Глеб Бокия, представителей прокуратуры г. Кемь, соловецкой парторганизации и парторганизации лагеря. На нём Г. И. Бокий поддержал стратегию развития лагерей, предложенную Н. А. Френкелем, объявив, что Френкель является не контрреволюционером, а секретным сотрудником ОГПУ. В итоге он запретил парторганизации вмешиваться в оперативную работу производства, «…потому что хозяйственные дела лагерей тоже очень часто бывают секретные».
В 1930 году в Соловецких лагерях находилось 63000 заключенных, из них на контрагентских работах было задействовано 24 534 чел., на собственных предприятиях — 11 029 чел. Средний доход УСЛОН за 1 человеко-день вырос до 4 рублей. Одновременно нарастало желание руководящих структур Архангельска и КАССР прибрать УСЛОН к рукам. Решающее слово сказало ОГПУ, в 1929 году ходатайствовавшее перед Секретариатом ВЦИК об оставлении Соловецких островов в составе Северного края. Руководство УСЛОН пытается отстоять собственную концепцию развития, в апреле 1930 году представив «Материалы по реорганизации СЛОН», в которых обращает внимание на такие недостатки, как внутриведомственное соперничество, слабое «…техническое и оперативное руководство всей эксплуатационно-коммерческой деятельностью УСЛОН, что является делом непосильным для одного человека или для одного отдела». Предлагалось реорганизовать руководство всеми предприятиями УСЛОН, выделив специализированные отделы: лесной, дорожно-строительный, торговый, рыбопромышленный, сельскохозяйственный и другие, с самостоятельным балансом, чтобы открыть «новые пути рационального использования прибывающей рабсилы».

### Сотрудник ОГПУ
В 1929 году Нафталию Френкелю предложили возглавить в Москве производственное представительство всех лагерей ГУЛАГа ОГПУ СССР. Тогда отрабатывалась схема содержания осуждённых в лагерях и их «исправление через труд». Заключённые рубили лес, строили дома, прокладывали железную дорогу. С тех пор лагеря начали называть исправительно-трудовыми.
Вот как охарактеризовал разработанную и внедренную Френкелем систему «исправления через труд» Александр Солженицын в своём произведении «Архипелаг ГУЛАГ»: «Всходила чёрная звезда идеолога этой эры Нафталия Френкеля, и стала высшим законом Архипелага его формула: «От заключённого нам надо взять всё в первые три месяца, а потом он нам не нужен!».

#### Семья
Поселившись в Москве, Френкель женился.
- Жена — Анна Павловна Сотскова, 1899 года рождения, моложе Френкеля на 16 лет, секретарша с Лубянки. Скончалась в 1982 году.
- В 1931 году у них появился на свет сын — Френкель, Борис Нафтальевич, кандидат технических наук, Московский химико-технологический институт им. Д. И. Менделеева.

В 1930 году Нафталий Френкель руководил строительством исправительно-трудового лагеря в Республике Коми.
С 1930 по 1931 — начальник производственного отдела ГУЛАГ ОГПУ СССР. С 1931 по 1933 год работал в Беломорстрое ОГПУ (1931 г. — начальник работ Беломорстроя, 1933 г. — помощник начальника).
За участие в строительстве канала Нафталия Френкеля наградили орденом Ленина.

### Строительство железных дорог
С 28 августа 1933 года — начальник строительства Байкало-Амурской ж. д. Назначен начальником строительства Байкало-Амурской ж. д. ОГПУ—НКВД (19 февраля 1934 — 2 сентября 1937). Одновременно являлся начальником Управления Байкало-Амурского ИТЛ ОГПУ—НКВД (19 февраля 1934 — 22 мая 1938).
После БАМа назначен начальником Управления желдорстроя на Дальнем Востоке НКВД, на базе которого приказом НКВД № 0014 от 4 января 1940 года было создано Главное управление железнодорожного строительства НКВД СССР (ГУЖДС), 26 февраля 1941 года переименованное в Главное управление лагерей железнодорожного строительства НКВД СССР (ГУЛЖДС НКВД СССР). Начальником Главка был назначен Френкель, ставший одновременно заместителем начальника ГУЛАГа. Генерал-лейтенант инженерно-технической службы (29.10.1943).

### Уникальная рокада
С началом войны ведомство Нафталия Френкеля бросили на строительство прифронтовых рокадных дорог. Во время обороны Сталинграда по его приказу заключённые разобрали железнодорожный путь БАМ — Тында и перебросили рельсы на строительство железной дороги от Ульяновска до Сталинграда, необходимой для ускоренного подвоза припасов и пополнений в город. Работа была выполнена в кратчайшие сроки (так называемая Волжская рокада): 1 ноября 1942 года магистраль протяжённостью 992 км была принята в эксплуатацию, а построена она была всего за шесть месяцев. По одному утверждению, ранее столь протяженные железнодорожные пути с такой быстротой строительства не производились. В 1943 году генерал-лейтенанта инженерно-технической службы НКВД Нафталия Ароновича Френкеля награждают третьим орденом Ленина.

### Последние годы
Нафталий Аронович уволен из Министерства внутренних дел СССР по состоянию здоровья 28 апреля 1947 года.
Умер в Москве в 1960 году в возрасте 77 лет.
Похоронен на Введенском кладбище (19 уч.).

## Специальные и воинские звания
- Дивинтендант (13 сентября 1937)[14]
- Коринженер (28 марта 1939)[15]
- Генерал-майор инженерно-технической службы (23 февраля 1943)[16]
- Генерал-лейтенант инженерно-технической службы (29 октября 1943)[17]

## Награды
- Три ордена Ленина
  - 4 августа 1933 года — за активное участие в руководстве строительством Беломорско-Балтийского канала[18]
  - 22 июля 1940 года
  - 15 сентября 1943 года[19]
- Орден Трудового Красного Знамени (18 мая 1948);
- Орден Красной Звезды (3 ноября 1944).[20][21]
- Медали СССР